# Incendio de Ancud de 1859
El incendio de Ancud de 1859 fue un siniestro ocurrido el 24 de mayo de dicho año que afectó el centro de esa ciudad en la provincia de Chiloé (Chile).
Es considerado uno de los mayores incendios urbanos de Ancud ocurrido durante el siglo XIX, y está incluido dentro de las mayores catástrofes del país en dicho periodo. Las llamas consumieron alrededor de diez manzanas de la ciudad, incluyendo todos los inmuebles que concentraban el comercio local y edificios públicos como la Intendencia, las escuelas fiscales, el Palacio Episcopal y la Catedral.
Las pérdidas se estimaron en 450 000 pesos de la época, y este siniestro fue precedido de dos de similar magnitud ocurridos el 14 de enero de 1844 y el 11 de enero de 1847.